# Isla Dazhou
La isla Dazhou (en chino tradicional, 大洲島; en chino simplificado, 大洲岛, también conocida como isla Grand o Isla Tiñosa) es una isla, y una reserva natural a nivel estatal, localizada frente a la costa de la ciudad-condado de Wanning, en la provincia de Hainan, en el sur de China. Esta área protegida abarca 4,36 km², y consta de tres montañas que abarcan dos islas. Estas montañas, la más alta de las cuales alcanza 289 m sobre el nivel del mar, han sido utilizadas como marcadores de navegación por los navegantes desde la dinastía Tang.
Las islas se componen principalmente de bosques tropicales y terrenos rocosos. Este grupo de dos islas es el hogar de más de un centenar de aves individuales conocidas como vencejos (Apodidae). Estos vencejos, las únicas colonias en China, anidan en cuevas.